# Nicolae Ciornei
Nicolae Ciornei (n. 1892, comuna Toceni, județul Cahul - d. prin 1988) a fost un deputat din Sfatul Țării, organismul care a exercitat puterea legislativă în Republica Democratică Moldovenească, în perioada 1917-1918.

## Educație
A avut studii superioare.

## Activitate politică
În anul 1917 la sfârșitul lunii martie, în Odesa, Nicolae Ciornei alături de căpitanul Emilian Catelli a înființat Partidul Progresist. Ciornei a primit din partea comitetului de organizare al partidului progresist moldovenesc sarcina de a trece pe la toate comandamentele și instituțiile din Odesa pentru a explica soldaților moldoveni în limba lor maternă sensul evenimentelor care s-au petrecut, iar acesta a trecut imediat la acțiune. La începutul lunii aprilie în ședința delegaților moldoveni din garnizoana Odesa, împreună cu delegații marinari și cu delegații studenți, se alege Comitetul Executiv al PNM, secția Odesa. Printre cele 18 persoane din noul comitet condus de căpitanul Catelli figurează și sublocotenentul Nicolae Ciornei.
La data de 14 mai 1917 a luat ființă Comitetul Ostășesc Moldovenesc din Odesa, din care a făcut parte și Nicolae Ciornei. La începutul verii lui 1917 astfel de comitete se înmulțesc și chiar a luat naștere o mișcare a militarilor români basarabeni.
Nicolae Ciornei a fost numit aproximativ pe la începutul lui iulie într-o comisie extraordinară pentru cercetarea dezordinilor săvârșite în județul Orhei, în urma unor tulburări cauzate de dezertori. În aceeași perioadă se formează prin grija Comitetului Ostășesc din Odesa cohorte cu efective din soldați basarabeni care să păzească depozitele militare din Basarabia. Împreună cu alți ofițeri basarabeni sublocotenentul Ciornei s-a ocupat cu organizarea acestor cohorte.
La data de 20 octombrie 1917, sublocotenentul Nicolae Ciornei a fost desemnat de către congresul ostașilor moldoveni deputat în Sfatul Țării din partea județului Ismail.
La deschiderea Sfatului Țării deputatul Nicolae Ciornei a devenit inspectorul cohortelor. În următoarele zile, el a lansat un ordin prin care schimbă denumirea de cohorte în aceea de detașamente zburătoare. Statul Major rus din Odesa îi ordonă să raporteze în baza cărui ordin a făcut această schimbare iar Ciornei, răspunde telegrafic: „Istoria neamului își are motivele și bazele ei”. La un astfel de răspuns Statul Major n-a mai revenit cu alte ordine.
La data de 11 ianuarie 1918, într-un moment critic, Nicolae Ciornei împreună cu alți militari, se alătură căpitanului D. Bogos în scopul păstrării ordinii în debandada provocată de Frontotdel, care, începând evacuarea Chișinăului, voia să distrugă unele clădiri.